# Huštěnovice
Huštěnovice (en allemand : Hustienowitz) est une commune du district d'Uherské Hradiště, dans la région de Zlín, en République tchèque. Sa population s'élevait à 964 habitants en 2020.

## Géographie
Huštěnovice se trouve à 6 km au nord-nord-ouest d'Uherské Hradiště, à 20 km au sud-ouest de Zlín, à 64 km à l'est-sud-est de Brno et à 244 km au sud-est de Prague.
La commune est limitée par Sušice et Babice au nord, par la Morava et la commune de Kněžpole à l'est, par Staré Město au sud et au sud-ouest, et par Jalubí à l'ouest.

## Histoire
La première mention écrite du village date de 1220.